# Lancio del turbante

Lancio del turbante

Il lancio del turbante (in persiano عمامه‌پرانی‎, Ammāmeparāni, "lanciare o far cadere il turbante") è una forma di protesta che ha preso piede in Iran nell'ambito delle proteste per la morte di Mahsa Amini. L'azione consiste nel far cadere il turbante dalla testa di un mullā, con lo scopo di esprimere disgusto nei confronti del clero sciita, insultandolo. Normalmente chi compie questo gesto corre verso il proprio obbiettivo, una volta raggiunto fa cadere il suo copricapo senza fermarsi, in modo da sfuggire a un'eventuale cattura. Durante le proteste per la morte di Mahsa Amini del 2022 il fenomeno godette di una certa popolarizzazione grazie ai filmati pubblicati sui social media da parte dei manifestanti.

## Storia

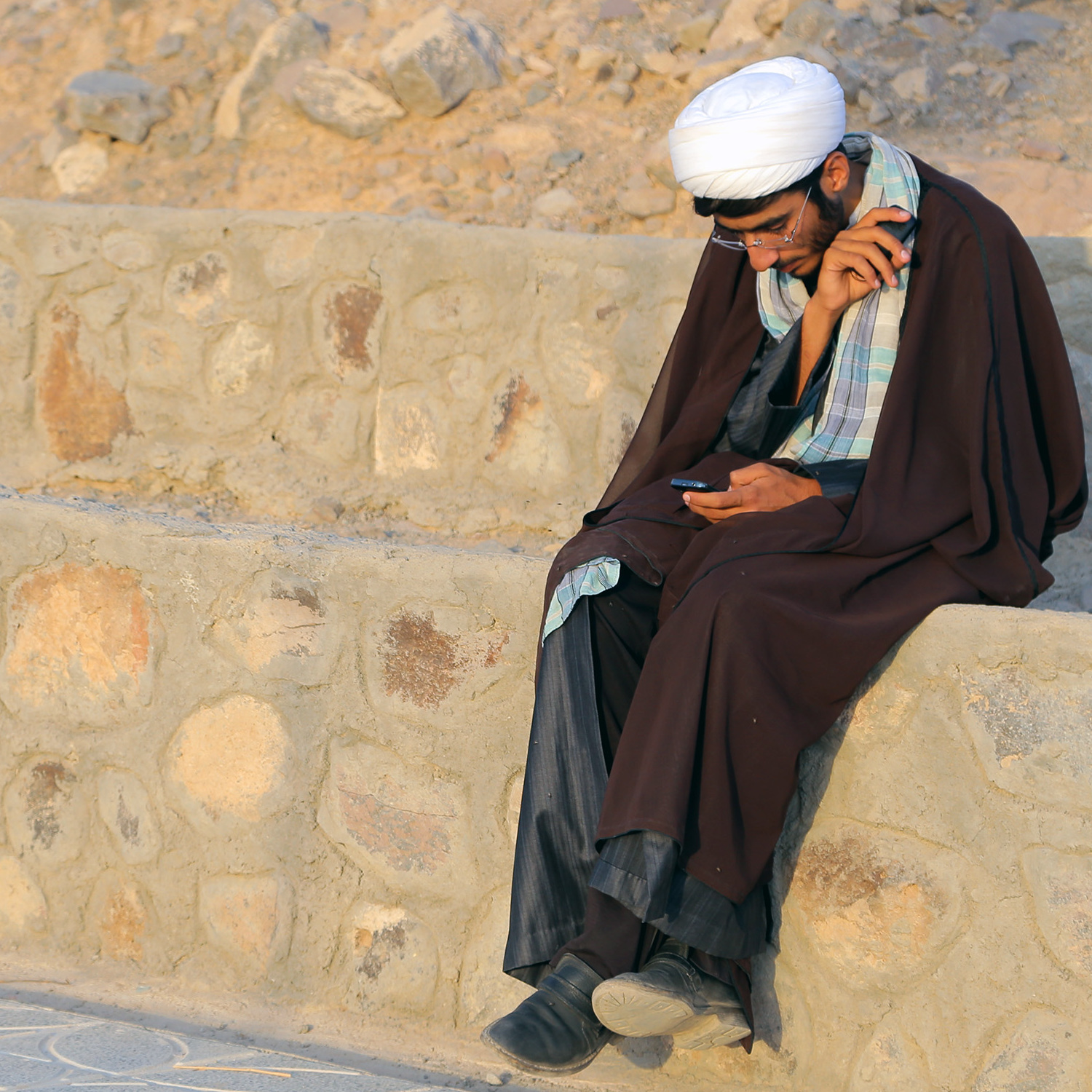
Un mullā sciita con indosso un turbante bianco

Il lancio del turbante si verificò per la prima volta nella storia moderna dell'Iran nel 1909, durante il Trionfo di Teheran, evento della Rivoluzione costituzionale persiana, quando Yusuf Khan gettò il turbante dello sceicco Fażlollāh Nuri alla folla che protestava.
Ruhollah Khomeyni, il fondatore della Repubblica Islamica dell'Iran, fu il primo a invocare la pratica di togliere il turbante ai mullā in un discorso contro di loro. Lo pronunciò mentre si trovava in esilio a Najaf, in Iraq, e riferendosi in senso dispregiativo ai membri del clero iraniano chiamandoli "mullā di corte" (mullā che sostenevano i Pahlavi) o "mullā corrotti", disse: «I nostri giovani dovrebbero prendere i turbanti dei mullā che diffondono corruzione nella società musulmana in nome dei giuristi islamici. Non c'è bisogno di picchiarli troppo, ma prender loro i turbanti».

### Le proteste per la morte di Mahsa Amini
Durante le proteste scatenate dalla morte di Mahsa Amini che hanno scosso l'intero Paese a partire dal settembre 2022, il lancio del turbante è diventato una campagna politica. Le persone gettano a terra il turbante dei religiosi in segno d'insoddisfazione nei confronti del governo religioso e dei leader della Repubblica Islamica.
Il lancio del turbante è presto diventato una forma di resistenza nei confronti delle istituzioni clericali da parte in particolare delle donne, che prima di compire il gesto e filmarlo si tolgono il velo islamico che copre i loro capelli, un atto di per sé punibile dalla legge.

#### Reazioni
- Muqtada al-Sadr, un ʿālim iracheno e una delle guide degli sciiti del proprio Paese, ha criticato questa forma di protesta ed espresso preoccupazione per la sua possibile diffusione in altri paesi musulmani.[16]
- In risposta all'ammāmeparāni è stata lanciata una campagna parallela chiamata ammāmebusi (in persiano عمامه‌بوسی‎), ovvero "bacio del turbante".[17] Alcune persone in Iran e in Iraq hanno baciato il copricapo dei mullā in segno di rispetto verso il clero, riprendendo le proprie azioni e diffondendole poi sui social media.[18]